# Savages (banda)
Savages es una banda de rock formada en el 2011 en Londres, Inglaterra, un grupo que poco a poco incursiona en el rock británico actual, también considerado de culto.
Su álbum "Silence Yourself" del 2013 tuvo éxito internacional por sencillos como "She Will" y "Shut Up", llegando en posiciones altas de la UK Albums Chart, Recientemente sacaron en 2016 su segundo álbum titulado "Adore Life".
También lograron éxito por el sencillo "Flying to Berlin".

## Integrantes

### Formación actual
- Camille "Jehnny Beth" Berthomier - vocal
- Gemma Thompson - guitarra
- Ayse Hassan - bajo
- Fay Milton - batería

## Discografía

### Álbumes de estudio
- 2013: "Silence Yourself"
- 2016: "Adore Life"

### EP
- 2012: "I Am Here"

### Splits
- 2014: "Words th the Blind" (con Bo Ningen)

### Sencillos
- "Flying to Berlin"/"Husbands"
- "She Will"
- "Shut Up"
- "Fuckers"/"Dream Baby Dream"
- "The Answer"
- "Adore"